# Nebria belloti
Nebria belloti – gatunek chrząszcza z rodziny biegaczowatych. Zamieszkuje góry na północnym zachodzie Hiszpanii.

## Taksonomia
Gatunek ten opisany został po raz pierwszy w 1954 roku przez Herberta Franza na łamach „Koleopterologische Rundschau”. Jako miejsce typowe wskazano rejon góry Peña Trevinca w paśmie Montes de León na północy Hiszpanii. Epitet gatunkowy nadano na cześć botanika, Francisca Bellota.

## Morfologia
Chrząszcz o ciele długości od 13 do 15 mm, dość tęgiej jak na przedstawiciela rodzaju budowy. Ubarwienie wierzchu ciała ma czarne z parą czerwonych kropek na ciemieniu, spodu ciała ciemnorudobrązowe, czułków i głaszczków czerwonobrązowe, ud i goleni czarniawobrązowe, a stóp nieco jaśniejsze. Szeroka głowa ma skronie za niewystającymi bocznie oczami niezwężone. Przedplecze ma wystające kąty przednie, ostre i tylno-zewnętrznie wystające kąty tylne oraz łukowato wykrojoną krawędź tylną. Obrzeżenia boków przedplecza są bardzo szerokie, wyraźnie szersze niż oczy, ku górze podwinięte. Podstawa i obrzeżenia przedplecza są punktowane, a jego dyskiem biegnie pośrodkowa, podłużna, ostro odciśnięta linia. Pokrywy mają trzecie międzyrzędzie z dwoma niewyraźnymi chetoporami (punktami szczecinkowymi) w tylnej połowie. Samiec ma stopy przedniej pary mocno rozszerzone, o członach drugim i trzecim znacznie szerszych niż długich.

## Ekologia i występowanie
Owad spotykany na rzędnych od 1700 do 1900 m n.p.m., powyżej linii drzew.
Jest gatunkiem palearktycznym, endemicznym dla gór Montes de León na północnym zachodzie Hiszpanii. Znany jest tylko z dwóch masywów, Sierra del Teleno oraz Sierra de la Cabrera Baja. Współcześnie masywy te oddzielone są głębokimi dolinami Río Cabrera i Río Ería, jednak dawniej były połączone, o czym świadczy fakt ograniczonego do tych dwóch masywów zasięgu innych nielotnych biegaczowatych wysokogórskich, jak Haptoderus cantabricus pellegrinii i Nebria leonensis.